# Международный конкурс скрипачей имени Йозефа Иоахима
Международный конкурс скрипачей имени Йозефа Иоахима (нем. Internationalen Violin-Wettbewerb Hannover — «Joseph Joachim gewidmet») — международный конкурс академических скрипачей, проходящий в Ганновере с 1991 г. Конкурс проводится раз в три года в память выдающегося немецкого скрипача и музыкального педагога Йозефа Иоахима. Основатель конкурса и его бессменный художественный руководитель — Кшиштоф Венгжин. В состав жюри в разные годы входили Эдуард Грач, Татьяна Гринденко, Виктор Третьяков (Россия), Сальваторе Аккардо (Италия), Феликс Галимир, Дороти Делэй (США), Игор Озим (Швейцария), Жерар Пуле (Франция), Ифра Ниман, Дьёрдь Паук (Великобритания), Ванда Вилкомирска (Польша) и другие выдающиеся музыканты.
Конкурс Иоахима в Ганновере является самым высокодотируемым скрипичным конкурсом в мире — первый приз равняется 50.000 евро.

## Лауреаты конкурса
| 1991 | Антье Вайтхаас (Германия)     |
| 1994 | Роберт Чэнь (США)             |
| 1997 | Митико Камия (Япония)         |
| 2000 | Фрэнк Хуан (США)              |
| 2003 | Неманья Радулович (Сербия)    |
| 2006 | Ким Суён (Германия)           |
| 2009 | Фумиаки Миура (Япония)        |
| 2012 | Александра Конунова (Молдова) |
| 2015 | Сергей Догадин (Россия)       |
| 2018 | Тимоти Чуй (Канада–США)       |
| 2021 | Мария Юденич (Россия)         |